# 2024-es Formula–1 szaúd-arábiai nagydíj
A szaúd-arábiai nagydíj (hivatalos nevén: Formula 1 STC Saudi Arabian Grand Prix 2024) a 2024-es Formula–1 világbajnokság második futama volt, amelyet 2024. március 7. és március 9. között rendeztek meg Dzsidda belvárosában.
A 3. szabadedzés előtt a Ferrari bejelentette, hogy vakbélgyulladást diagnosztizáltak Carlos Sainznál és a hétvége további részében Oliver Bearman veszi át a helyét, aki ezen a versenyen debütál a Formula–1-ben.

## Választható keverékek
| Abroncs              | Friss | Használt |
| -------------------- | ----- | -------- |
| Kemény keverék (C2)  |       |          |
| Közepes keverék (C3) |       |          |
| Lágy keverék (C4)    |       |          |
| Átmeneti esőgumi (I) |       |          |
| Teljes esőgumi (W)   |       |          |

## Szabadedzések

### Első szabadedzés
A szaúd-arábiai nagydíj első szabadedzését március 7-én, csütörtökön délután tartották, magyar idő szerint 14:30-tól.
| helyezés | versenyző        | csapat/motor                 | elért idő | különbség | futott kör |
| -------- | ---------------- | ---------------------------- | --------- | --------- | ---------- |
| 1        | Max Verstappen   | Red Bull Racing-Honda RBPT   | 1:29,659  | −         | 24         |
| 2        | Fernando Alonso  | Aston Martin Aramco-Mercedes | 1:29,845  | +0,186    | 24         |
| 3        | Sergio Pérez     | Red Bull Racing-Honda RBPT   | 1:29,868  | +0,209    | 23         |
| 4        | George Russell   | Mercedes                     | 1:29,939  | +0,280    | 23         |
| 5        | Charles Leclerc  | Ferrari                      | 1:30,030  | +0,371    | 24         |
| 6        | Carlos Sainz Jr. | Ferrari                      | 1:30,164  | +0,505    | 24         |
| 7        | Lando Norris     | McLaren-Mercedes             | 1:30,231  | +0,572    | 26         |
| 8        | Lewis Hamilton   | Mercedes                     | 1:30,236  | +0,577    | 21         |
| 9        | Lance Stroll     | Aston Martin Aramco-Mercedes | 1:30,580  | +0,921    | 18         |
| 10       | Alexander Albon  | Williams-Mercedes            | 1:30,747  | +1,088    | 26         |
| 11       | Valtteri Bottas  | Kick Sauber-Ferrari          | 1:30,783  | +1,124    | 26         |
| 12       | Daniel Ricciardo | RB-Honda RBPT                | 1:30,917  | +1,258    | 25         |
| 13       | Esteban Ocon     | Alpine-Renault               | 1:30,945  | +1,286    | 27         |
| 14       | Logan Sargeant   | Williams-Mercedes            | 1:30,966  | +1,307    | 27         |
| 15       | Oscar Piastri    | McLaren-Mercedes             | 1:30,977  | +1,318    | 22         |
| 16       | Cunoda Júki      | RB-Honda RBPT                | 1:31,036  | +1,377    | 25         |
| 17       | Pierre Gasly     | Alpine-Renault               | 1:31,046  | +1,387    | 25         |
| 18       | Csou Kuan-jü     | Kick Sauber-Ferrari          | 1:31,131  | +1,472    | 24         |
| 19       | Nico Hülkenberg  | Haas-Ferrari                 | 1:31,411  | +1,752    | 19         |
| 20       | Kevin Magnussen  | Haas-Ferrari                 | 1:31,577  | +1,918    | 18         |

### Második szabadedzés
A szaúd-arábiai nagydíj második szabadedzését március 7-én, csütörtökön délután tartották, magyar idő szerint 18:00-tól.
| helyezés | versenyző        | csapat/motor                 | elért idő | különbség | futott kör |
| -------- | ---------------- | ---------------------------- | --------- | --------- | ---------- |
| 1        | Fernando Alonso  | Aston Martin Aramco-Mercedes | 1:28,827  | −         | 28         |
| 2        | George Russell   | Mercedes                     | 1:29,057  | +0,230    | 24         |
| 3        | Max Verstappen   | Red Bull Racing-Honda RBPT   | 1:29,158  | +0,331    | 27         |
| 4        | Charles Leclerc  | Ferrari                      | 1:29,180  | +0,353    | 25         |
| 5        | Sergio Pérez     | Red Bull Racing-Honda RBPT   | 1:29,300  | +0,473    | 27         |
| 6        | Lance Stroll     | Aston Martin Aramco-Mercedes | 1:29,336  | +0,509    | 27         |
| 7        | Carlos Sainz Jr. | Ferrari                      | 1:29,455  | +0,628    | 26         |
| 8        | Lewis Hamilton   | Mercedes                     | 1:29,504  | +0,677    | 22         |
| 9        | Pierre Gasly     | Alpine-Renault               | 1:29,528  | +0,701    | 29         |
| 10       | Oscar Piastri    | McLaren-Mercedes             | 1:29,594  | +0,767    | 27         |
| 11       | Cunoda Júki      | RB-Honda RBPT                | 1:29,666  | +0,839    | 28         |
| 12       | Lando Norris     | McLaren-Mercedes             | 1:29,758  | +0,931    | 23         |
| 13       | Csou Kuan-jü     | Kick Sauber-Ferrari          | 1:29,777  | +0,950    | 27         |
| 14       | Alexander Albon  | Williams-Mercedes            | 1:29,789  | +0,962    | 28         |
| 15       | Esteban Ocon     | Alpine-Renault               | 1:29,901  | +1,074    | 27         |
| 16       | Logan Sargeant   | Williams-Mercedes            | 1:29,934  | +1,107    | 27         |
| 17       | Kevin Magnussen  | Haas-Ferrari                 | 1:29,985  | +1,158    | 24         |
| 18       | Nico Hülkenberg  | Haas-Ferrari                 | 1:30,077  | +1,250    | 26         |
| 19       | Daniel Ricciardo | RB-Honda RBPT                | 1:30,088  | +1,261    | 29         |
| 20       | Valtteri Bottas  | Kick Sauber-Ferrari          | 1:30,153  | +1,326    | 27         |

### Harmadik szabadedzés
A szaúd-arábiai nagydíj harmadik szabadedzését március 8-án, pénteken délután tartották, magyar idő szerint 14:30-tól.
| helyezés | versenyző        | csapat/motor                 | elért idő  | különbség | futott kör |
| -------- | ---------------- | ---------------------------- | ---------- | --------- | ---------- |
| 1        | Max Verstappen   | Red Bull Racing-Honda RBPT   | 1:28,412   | −         | 13         |
| 2        | Charles Leclerc  | Ferrari                      | 1:28.608   | +0,196    | 16         |
| 3        | Sergio Pérez     | Red Bull Racing-Honda RBPT   | 1:28,906   | +0,494    | 13         |
| 4        | George Russell   | Mercedes                     | 1:28,964   | +0,552    | 17         |
| 5        | Lando Norris     | McLaren-Mercedes             | 1:28,971   | +0,559    | 11         |
| 6        | Fernando Alonso  | Aston Martin Aramco-Mercedes | 1:29,038   | +0,626    | 14         |
| 7        | Lance Stroll     | Aston Martin Aramco-Mercedes | 1:29,127   | +0,715    | 14         |
| 8        | Oscar Piastri    | McLaren-Mercedes             | 1:29,213   | +0,801    | 11         |
| 9        | Lewis Hamilton   | Mercedes                     | 1:29,268   | +0,856    | 19         |
| 10       | Oliver Bearman   | Ferrari                      | 1:29,306   | +0,894    | 22         |
| 11       | Kevin Magnussen  | Haas-Ferrari                 | 1:29.485   | +1,073    | 12         |
| 12       | Pierre Gasly     | Alpine-Renault               | 1:29,546   | +1,134    | 13         |
| 13       | Cunoda Júki      | RB-Honda RBPT                | 1:29,572   | +1,160    | 18         |
| 14       | Esteban Ocon     | Alpine-Renault               | 1:29,575   | +1,163    | 13         |
| 15       | Nico Hülkenberg  | Haas-Ferrari                 | 1:29,675   | +1,263    | 11         |
| 16       | Daniel Ricciardo | RB-Honda RBPT                | 1:29,740   | +1,328    | 15         |
| 17       | Alexander Albon  | Williams-Mercedes            | 1:29,808   | +1,396    | 13         |
| 18       | Valtteri Bottas  | Kick Sauber-Ferrari          | 1:30,083   | +1,671    | 21         |
| 19       | Csou Kuan-jü     | Kick Sauber-Ferrari          | 1:30,739   | +2,327    | 12         |
| 20       | Logan Sargeant   | Williams-Mercedes            | idő nélkül |           | 2          |

## Időmérő edzés
A szaúd-arábiai nagydíj időmérő edzését március 8-án, pénteken délután tartották, magyar idő szerint 18:00-tól.
| helyezés              | rajtszám | versenyző        | csapat/motor                 | 1. rész    | 2. rész    | 3. rész  | rajthely | futott kör |
| --------------------- | -------- | ---------------- | ---------------------------- | ---------- | ---------- | -------- | -------- | ---------- |
| 1                     | 1        | Max Verstappen   | Red Bull Racing-Honda RBPT   | 1:28,171   | 1:28,033   | 1:27,472 | 1        | 18         |
| 2                     | 16       | Charles Leclerc  | Ferrari                      | 1:28,318   | 1:28,112   | 1:27,791 | 2        | 23         |
| 3                     | 11       | Sergio Pérez     | Red Bull Racing-Honda RBPT   | 1:28,638   | 1:28,467   | 1:27,807 | 3        | 19         |
| 4                     | 14       | Fernando Alonso  | Aston Martin Aramco-Mercedes | 1:28,706   | 1:28,122   | 1:27,846 | 4        | 17         |
| 5                     | 81       | Oscar Piastri    | McLaren-Mercedes             | 1:28,755   | 1:28,343   | 1:28,089 | 5        | 22         |
| 6                     | 4        | Lando Norris     | McLaren-Mercedes             | 1:28,805   | 1:28,479   | 1:28,132 | 6        | 22         |
| 7                     | 63       | George Russell   | Mercedes                     | 1:28,749   | 1:28,448   | 1:28,316 | 7        | 22         |
| 8                     | 44       | Lewis Hamilton   | Mercedes                     | 1:28,994   | 1:28,606   | 1:28,460 | 8        | 24         |
| 9                     | 22       | Cunoda Júki      | RB-Honda RBPT                | 1:28,988   | 1:28,564   | 1:28,547 | 9        | 18         |
| 10                    | 18       | Lance Stroll     | Aston Martin Aramco-Mercedes | 1:28,250   | 1:28,578   | 1:28,572 | 10       | 19         |
| 11                    | 38       | Oliver Bearman   | Ferrari                      | 1:28,984   | 1:28,642   |          | 11       | 18         |
| 12                    | 23       | Alexander Albon  | Williams-Mercedes            | 1:29,107   | 1:28,980   |          | 12       | 16         |
| 13                    | 20       | Kevin Magnussen  | Haas-Ferrari                 | 1:29,069   | 1:29,020   |          | 13       | 17         |
| 14                    | 3        | Daniel Ricciardo | RB-Honda RBPT                | 1:29,065   | 1:29,025   |          | 14       | 12         |
| 15                    | 27       | Nico Hülkenberg  | Haas-Ferrari                 | 1:29,055   | idő nélkül |          | 15       | 10         |
| 16                    | 77       | Valtteri Bottas  | Kick Sauber-Ferrari          | 1:29,179   |            |          | 16       | 9          |
| 17                    | 31       | Esteban Ocon     | Alpine-Renault               | 1:29,475   |            |          | 17       | 10         |
| 18                    | 10       | Pierre Gasly     | Alpine-Renault               | 1:29,479   |            |          | 18       | 9          |
| 19                    | 6        | Logan Sargeant   | Williams-Mercedes            | 1:29,526   |            |          | 19       | 9          |
| 107%-os idő: 1:34,342 |          |                  |                              |            |            |          |          |            |
| NK                    | 24       | Csou Kuan-jü     | Kick Sauber-Ferrari          | idő nélkül |            |          | 20[a]    | 2          |

Megjegyzések:
- ↑ a:  — Csou Kuan-jü nem érte el a 107%-os időlimitet, de végül rajtengedélyt kapott a stewardoktól.

## Futam
A szaúd-arábiai nagydíj futamát március 9-én, szombat délután tartották, magyar idő szerint 18:00-kor.
| helyezés | rajtszám | versenyző        | csapat/motor                 | futott kör | idő/kiesés oka | rajthely | pont  |
| -------- | -------- | ---------------- | ---------------------------- | ---------- | -------------- | -------- | ----- |
| 1        | 1        | Max Verstappen   | Red Bull Racing-Honda RBPT   | 50         | 1:20:43,273    | 1        | 25    |
| 2        | 11       | Sergio Pérez     | Red Bull Racing-Honda RBPT   | 50         | +13,643[a]     | 3        | 18    |
| 3        | 16       | Charles Leclerc  | Ferrari                      | 50         | +18,639        | 2        | 16[b] |
| 4        | 81       | Oscar Piastri    | McLaren-Mercedes             | 50         | +32,007        | 5        | 12    |
| 5        | 14       | Fernando Alonso  | Aston Martin Aramco-Mercedes | 50         | +35,759        | 4        | 10    |
| 6        | 63       | George Russell   | Mercedes                     | 50         | +39,936        | 7        | 8     |
| 7        | 38       | Oliver Bearman   | Ferrari                      | 50         | +42,679        | 11       | 6     |
| 8        | 4        | Lando Norris     | McLaren-Mercedes             | 50         | +45,708        | 6        | 4     |
| 9        | 44       | Lewis Hamilton   | Mercedes                     | 50         | +47,391        | 8        | 2     |
| 10       | 27       | Nico Hülkenberg  | Haas-Ferrari                 | 50         | +1:16,996      | 15       | 1     |
| 11       | 23       | Alexander Albon  | Williams-Mercedes            | 50         | +1:28,354      | 12       |       |
| 12       | 20       | Kevin Magnussen  | Haas-Ferrari                 | 50         | +1:45,737[c]   | 13       |       |
| 13       | 31       | Esteban Ocon     | Alpine-Renault               | 49         | +1 kör         | 17       |       |
| 14       | 2        | Logan Sargeant   | Williams-Mercedes            | 49         | +1 kör         | 19       |       |
| 15       | 22       | Cunoda Júki      | RB-Honda RBPT                | 49         | +1 kör[d]      | 9        |       |
| 16       | 3        | Daniel Ricciardo | RB-Honda RBPT                | 49         | +1 kör         | 14       |       |
| 17       | 77       | Valtteri Bottas  | Kick Sauber-Ferrari          | 49         | +1 kör         | 16       |       |
| 18       | 24       | Csou Kuan-jü     | Kick Sauber-Ferrari          | 49         | +1 kör         | 20       |       |
| Ki       | 18       | Lance Stroll     | Aston Martin Aramco-Mercedes | 5          | baleset        | 10       |       |
| Ki       | 10       | Pierre Gasly     | Alpine-Renault               | 1          | sebességváltó  | 18       |       |

Megjegyzések:
- ↑ a:  — Sergio Pérez 5 másodperces időbüntetést kapott veszélyes kiengedés miatt, de a büntetés nem befolyásolta a helyezését.[4]
- ↑ b:  — Charles Leclerc a helyezéséért járó pontok mellett a versenyben futott leggyorsabb körért további 1 pontot szerzett.
- ↑ c:  — Kevin Magnussen eredetileg a 11. helyen végzett, de a falnak szorította Alexander Albont, majd  jogosulatlanul szerzett előnyt pályaelhagyás miatt, ezért 20 másodperces időbüntetést kapott, amivel a 12. helyen rangsorolták.[4]
- ↑ d:  — Cunoda Júki utólag 5 másodperces időbüntetést kapott veszélyes kiengedés miatt.

## A világbajnokság állása a verseny után
| H   | Versenyzők       | Pont | H   | Konstruktőrök                | Pont |
| --- | ---------------- | ---- | --- | ---------------------------- | ---- |
| 1.  | Max Verstappen   | 51   | 1.  | Red Bull Racing-Honda RBPT   | 87   |
| 2.  | Sergio Pérez     | 36   | 2.  | Ferrari                      | 49   |
| 3.  | Charles Leclerc  | 28   | 3.  | McLaren-Mercedes             | 28   |
| 4.  | George Russell   | 18   | 4.  | Mercedes                     | 26   |
| 5.  | Oscar Piastri    | 16   | 5.  | Aston Martin Aramco-Mercedes | 13   |
| 6.  | Carlos Sainz Jr. | 15   | 6.  | Haas-Ferrari                 | 1    |
| 7.  | Fernando Alonso  | 12   | 7.  | Williams-Mercedes            | 0    |
| 8.  | Lando Norris     | 12   | 8.  | Kick Sauber-Ferrari          | 0    |
| 9.  | Lewis Hamilton   | 8    | 9.  | RB-Honda RBPT                | 0    |
| 10. | Oliver Bearman   | 6    | 10. | Alpine-Renault               | 0    |

(A teljes táblázat)

## Statisztikák
- Vezető helyen:
  - Max Verstappen: 45 kör (1–7 és 13–50)
  - Lando Norris: 5 kör (8–12)
- Max Verstappen 34. pole-pozíciója és 56. futamgyőzelme.
- Charles Leclerc 8. versenyben futott leggyorsabb köre.
- A Red Bull Racing 115. futamgyőzelme.
- Max Verstappen 100., Sergio Pérez 37., Charles Leclerc 31. dobogós helyezése.
- Oliver Bearman első Formula–1-es nagydíja.[1]